# Parham, Suffolk
Parham är en by och en civil parish i distriktet East Suffolk, Suffolk, England. Parish har 305 invånare (2001).